# Sascha Sharma
Sascha Nitin Sharma (* 18. Mai 1987 in Bretten) ist ein deutsch-indischer Mixed-Martial-Arts-Kämpfer im Leichtgewicht. Er war der erste Teilnehmer an einer Staffel von UFC: The Ultimate Fighter mit indischen Wurzeln. Er kämpfte zudem bereits bei M-1 Global, Super Fight League und bei German MMA Championship-GMC.

## Leben und Karriere
Sharma wurde im badischen Bretten geboren. Seine Kindheit und Jugend verbrachte er in Birkenfeld. Im Jahr 1998 erkrankte er am Guillain-Barré-Syndrom, einer Nervenkrankheit, wegen der er zahlreiche motorische Fähigkeiten verlor und für einige Zeit im Rollstuhl sitzen musste.
Im Jahr 2008 begann Sascha Sharma mit dem Boxen, 2010 startete er mit Brazilian Jiu-Jitsu. Später bestritt er auch Wettkämpfe im Brazilian Jiu-Jitsu sowie im Grappling. Er ist unter anderem mehrfacher Deutscher Meister seiner Leistungsklasse im Brazilian Jiu-Jitsu.
Ab 2012 widmete sich Sharma dem Training von Mixed Martial Arts und bestritt darin erste Kämpfe. Ein Jahr später gab Sharma sein internationales Debüt bei der Super Fight League in Indien und gewann gegen den Spanier Marc Gomez einstimmig nach Punkten.
2015 setzte sich Sascha Sharma als einer von drei Deutschen unter mehreren hundert Bewerbern beim Casting für die 22. Staffel der Reality-Show UFC: The Ultimate Fighter durch. Das Motto der Staffel war Europa vs. USA. Sharma wurde damit Teil des Team Europa, das von dem späteren UFC-Champion Conor McGregor gecoacht wurde. Dabei gewann er seinen ersten Kampf am 17. Juli 2015 gegen den Engländer Sean Carter einstimmig nach Punkten, verletzte sich jedoch bereits in der ersten Runde des Duells an der Schulter. Mit dieser Verletzung bestritt er zehn Tage später das Achtelfinale und verlor gegen den US-Amerikaner Chris Gruetzemacher ebenfalls nach Punkten.
Am 8. April 2016 debütierte er bei der Organisation M-1 Global und kämpfte gegen den späteren Champion Alexander Butenko. Diesen Kampf verlor er allerdings einstimmig nach Punkten. Im gleichen Jahr nahm er an dem Turnier Road to M1 Germany teil. In diesem Turnier ging es um einen Zweijahresvertrag bei M1-Global. Sharma siegte in dem Turnier in der Leichtgewichtskategorie. Im Februar 2017 trat er für das Team der Bengaluru Tigers in der Super Fight League bei der ersten MMA-Teamliga der Welt an. Sharma bestritt zwei Kämpfe, die er beide gewann.
2020 gewann Sharma den Titel im Federgewicht bei der National Fighting Championship (NFC) in einem Duell gegen GMC-Federgewichtschampion Saba Bolaghi.
Sharma bestritt bislang insgesamt 24 Kämpfe im Mixed Martial Arts (davon zwei Kämpfe bei The Ultimate Fighter und ein Amateur-Kampf). Dabei verließ er 18-mal als Sieger und sechsmal als Verlierer den Ring.

## MMA-Statistik

### Liste der Amateur-Kämpfe
In einem Amateur-Kampf erzielte Sharma einen Sieg (durch Aufgabe).
| Ergebnis | Amateur-Rekord | Gegner          | Datum              | Veranstaltung        | Methode                  | Runde | Zeit |
| -------- | -------------- | --------------- | ------------------ | -------------------- | ------------------------ | ----- | ---- |
| Sieg     | 1–0            | Orcan Kucukaksu | 01. September 2012 | FFA – New Talents 16 | Aufgabe (Triangle Choke) | 1     | N/A  |

### Liste der Profi-Kämpfe
In bislang 17 Profi-Kämpfen erzielte Sharma 13 Siege (sieben durch Aufgabe und sechs durch Punktentscheidung) und vier Niederlagen (eine durch Knockout und drei durch Punktentscheidung).
| Ergebnis   | Profi-Rekord | Gegner                  | Datum              | Veranstaltung                                                           | Methode                        | Runde | Zeit |
| ---------- | ------------ | ----------------------- | ------------------ | ----------------------------------------------------------------------- | ------------------------------ | ----- | ---- |
| Sieg       | 1–0          | Sergey Drob             | 29. September 2012 | RTC: Rock the Cage 3                                                    | Aufgabe (Rear-Naked Choke)     | 1     | 3:56 |
| Sieg       | 2–0          | Nicolas Villalon        | 04. November 2012  | FTF: The Next Level                                                     | Aufgabe (Rear-Naked Choke)     | 1     | N/A  |
| Sieg       | 3–0          | Marc Gomez              | 26. April 2013     | SFL 16: Super Fight League 16                                           | Punktentscheidung (einstimmig) | 3     | 5:00 |
| Sieg       | 4–0          | Dmitri Schewtschenko    | 25. Oktober 2013   | DFC 3: Defenders FC 3                                                   | Aufgabe (Rear-Naked Choke)     | 1     | N/A  |
| Sieg       | 5–0          | Fabio Ambrosini         | 01. Dezember 2013  | SMMAC: Swiss MMA Championship 1                                         | Aufgabe (North-South Choke)    | 3     | 3:10 |
| Niederlage | 5–1          | Mohamed Grabinski       | 24. Mai 2014       | Caged: MMA Fighting Series                                              | Punktentscheidung (einstimmig) | 3     | 5:00 |
| Niederlage | 5–2          | Michael Bobner          | 27. Juni 2014      | VMMA: Vote MMA                                                          | Knockout (Punch)               | 1     | 4:37 |
| Sieg       | 6–2          | Jonny Kruschinske       | 08. November 2014  | WLMMA: We Love MMA 10                                                   | Punktentscheidung (einstimmig) | 2     | 5:00 |
| Sieg       | 7–2          | Majdeddine Ayadi        | 13. Dezember 2014  | MHB: Mannheim Harbor Brawl 3                                            | Punktentscheidung (einstimmig) | 3     | 5:00 |
| Sieg       | 8-2          | Sean Carter             | 17. Juli 2015      | UFC - The Ultimate Fighter Season 22 Elimination Fights                 | Punktentscheidung (einstimmig) | 2     | 5:00 |
| Niederlage | 8-3          | Chris Gruetzemacher     | 27. Juli 2015      | UFC - The Ultimate Fighter Season 22 Opening Round, Day 2               | Punktentscheidung (einstimmig) | 3     | 5:00 |
| Niederlage | 8-4          | Alexander Butenko       | 08. April 2016     | M-1 Challenge 65: Emejew vs. Falcão                                     | Punktentscheidung (einstimmig) | 3     | 5:00 |
| Sieg       | 9-4          | Samir Noory             | 04. Juni 2016      | Shooto Kings 4: Battle Royale                                           | Aufgabe (Guillotine Choke)     | 1     | 2:35 |
| Sieg       | 10-4         | Michael Ovsjannikov     | 14. August 2016    | GFC: Road to M-1 Germany Final                                          | Punktentscheidung (einstimmig) | 2     | 5:00 |
| Sieg       | 11-4         | Jonny Kruschinske       | 14. August 2016    | GFC: Road to M-1 Germany Final                                          | Punktentscheidung (einstimmig) | 3     | 5:00 |
| Sieg       | 12-4         | Ardany Mora             | 11. Februar 2017   | SFL 2017: Big City Brawl                                                | Punktentscheidung (einstimmig) | 3     | 5:00 |
| Sieg       | 13-4         | Patrick Benson          | 17. Februar 2017   | SFL 2017: Semifinals                                                    | Aufgabe (Rear-Naked Choke)     | 1     | 3:00 |
| Sieg       | 14-4         | Musu Nuertiebieke       | 15. Juni 2017      | M-1 Challenge 80: Kharitonow vs. Sokoudjou                              | Aufgabe (Rear-Naked Choke)     | 2     | 1:03 |
| Niederlage | 14-5         | Zalimbek Omarov         | 27. Oktober 2017   | M-1 Challenge 84: 20 Years of MMA                                       | Punktentscheidung (einstimmig) | 3     | 5:00 |
| Niederlage | 14-6         | Abdul Azim Badakhshi    | 10. März 2018      | SFL 2018: Semifinals - Beast Mode On: Bengaluru Tigers vs. Delhi Heroes | Knockout (Knie)                | 3     | 0:10 |
| Sieg       | 15-6         | Can Aslaner             | 29. Juni 2019      | GMC 20 - German MMA Championship 20                                     | Punktentscheidung (einstimmig) | 3     | 5:00 |
| Sieg       | 16-6         | Mohammed Sadok Trabelsi | 12. Oktober 2019   | GMC 22 - German MMA Championship 22                                     | Punktentscheidung (einstimmig) | 3     | 5:00 |
| Sieg       | 17-6         | Saba Bolaghi            | 19. September 2020 | NFT Gym - National Fighting Championship 2                              | Punktentscheidung (Geteilt)    | 3     | 5:00 |